# Jack Patrick Lewis
Jack Patrick Lewis là một nhà lập pháp tiểu bang Hoa Kỳ từ Framingham, Massachusetts. Một người theo đảng Dân chủ, ông đã tuyên thệ nhậm chức thành viên của Hạ viện Massachusetts vào ngày 4 tháng 1 năm 2017.
Sau khi giành được đề cử Dân chủ vào ngày 8 tháng 9 năm 2016, Lewis đã trở thành người đại diện được bầu vào ngày 8 tháng 11, kiếm được hơn 61% số phiếu bầu.
Ngoài sự tham gia chính trị của mình, Lewis còn là giám đốc điều hành của OutMetro West, một tổ chức phi lợi nhuận làm việc với thanh niên LGBT có nguy cơ, và là trợ lý bộ trưởng và giám đốc giáo dục tôn giáo tại Hiệp hội phổ quát Unitarian Hills.

## Tuổi thơ và giáo dục
Cha của Lewis là một công nhân sản xuất đã nghỉ hưu và là thành viên lâu năm của Công nhân ô tô Hoa Kỳ (UAW); mẹ ông là một giáo viên mầm non đã nghỉ hưu trong chương trình Head Start. Ông lớn lên ở Seville, Ohio.
Lewis đã tham dự Đại học Utah với sự hỗ trợ của học bổng UAW.  Ông học ba chuyên ngành khoa học chính trị (danh dự), nghiên cứu Trung Đông/Ả Rập, và nghiên cứu quốc tế, và tốt nghiệp thủ khoa của trường đại học phân chia của mình. Ông cũng tham dự Chủng viện Thần học Eden, nơi ông đã nhận được một bậc thầy về thần thánh.